# 菊地周
菊地 周（きくち しゅう、1923年-2002年6月4日）は、日本の記録映画カメラマン、プロデューサー。
亀井文夫の監督作品にカメラマンとして参加した。農業や環境問題などに関わる作品を残している。長年、小繋事件の舞台である岩手県二戸郡一戸町字小繋の農民の暮らしをフィルムにおさめ、山形国際ドキュメンタリー映画祭2009特別招待作品『こつなぎ 山を巡る百年物語』では、それらのフィルムが活用された。夫人の菊地文代も同作品をはじめ、いくつかの作品でプロデューサーや裏方として二人三脚で協力した。

## 経歴
- 1923年、名古屋市生まれ。日活多摩川撮影部のカメラマンとなる[1]。
- 1941年、陸軍ジャワ宣伝班に参加[1]。
- 1942年3月1日、日本軍のジャワ上陸に際して宣伝班として随行した[2]。この間、宣伝班に参加した石本統吉、阿部知二、武田麟太郎らと知り合う。
- 1943年1月、東京の日本映画学校に入学するために、帰国。
- 1944年、日本映画学校（1943年開校、戦後開校のものとは別）撮影科卒業後応召[1]。
- 1945年9月から10月にかけて社団法人日本映画社が撮影した広島の原爆記録映画撮影に参加。同年11月15日に三木茂によって設立された三木映画社で働く。その後フリーとなる。
- 1953年、亀井文夫監督の『基地の子たち』で撮影を担当。
- 1957年、亀井文夫監督の『世界は恐怖する』で撮影を担当。
- 1962年、『風土病との闘い』（文部省特選、イタリアポポリ映画祭特別賞）で撮影を担当。
- 1965年、『遊び場のない子どもたち』で撮影を担当。
- 1981年、『根の国』で製作を担当。
- 1983年、『みんな生きなければならない』では一旦仕上げた作品を亀井文夫に再構成させる。
- 1987年、亀井文夫監督の『生物みなトモダチ・パート２　教育篇』で撮影を担当。
- 2002年8月10日、追悼集『根の国　いりあい記』出版。